# Kabinett Mamin I
Das Kabinett Mamin war das elfte Regierungskabinett der Republik Kasachstan. Es war seit dem 25. Februar 2019 im Amt, nachdem der vorherige Premierminister Baqytschan Saghyntajew entlassen wurde und Asqar Mamin das Amt des Regierungschefs übernahm. Es wurde nach der Parlamentswahl im Januar 2021 vom Kabinett Mamin II abgelöst.

## Zusammensetzung
| Resort oder Amt                                          | Name                    | Amtszeit (Beginn)  | Amtszeit (Ende)    |
| Premierminister                                          | Premierminister         | Premierminister    | Premierminister    |
| -------------------------------------------------------- | ----------------------- | ------------------ | ------------------ |
| Premierminister                                          | Asqar Mamin             | 25. Februar 2019   | 15. Januar 2021    |
| Stellvertretende Premierminister                         |                         |                    |                    |
| Erster stellvertretender Premierminister                 | Älichan Smajylow        | 25. Februar 2019   | 15. Januar 2021    |
| Stellvertretender Premierminister                        | Gülschara Äbdiqalyqowa  | 25. Februar 2019   | 20. August 2019    |
| Stellvertretender Premierminister                        | Schengis Qassymbek      | 25. Februar 2019   | 18. September 2019 |
| Stellvertretender Premierminister                        | Berdibek Saparbajew     | 20. August 2019    | 10. Februar 2020   |
| Stellvertretender Premierminister                        | Roman Skljar            | 18. September 2019 | 15. Januar 2021    |
| Stellvertretender Premierminister                        | Jeraly Toghschanow      | 11. Februar 2020   | 15. Januar 2021    |
| Minister                                                 |                         |                    |                    |
| Arbeit und Sozialschutz                                  | Berdibek Saparbajew     | 25. Februar 2019   | 20. August 2019    |
| Arbeit und Sozialschutz                                  | Birschan Nurymbetow     | 20. August 2019    | 15. Januar 2021    |
| Äußeres                                                  | Beibit Atamqulow        | 25. Februar 2019   | 18. September 2019 |
| Äußeres                                                  | Muchtar Tileuberdi      | 18. September 2019 | 15. Januar 2021    |
| Bildung und Wissenschaft                                 | Küläsch Schämschidinowa | 25. Februar 2019   | 13. Juni 2019      |
| Bildung und Wissenschaft                                 | Aschat Aimaghambetow    | 13. Juni 2019      | 15. Januar 2021    |
| Digitale Entwicklung, Innovation und Luft- und Raumfahrt | Asqar Schumaghalijew    | 25. Februar 2019   | 20. Juli 2020      |
| Digitale Entwicklung, Innovation und Luft- und Raumfahrt | Baghdat Mussin          | 20. Juli 2020      | 15. Januar 2021    |
| Energie                                                  | Qanat Bosymbajew        | 25. Februar 2019   | 18. Dezember 2019  |
| Energie                                                  | Nurlan Noghajew         | 18. Dezember 2019  | 15. Januar 2021    |
| Finanzen                                                 | Älichan Smajylow        | 25. Februar 2019   | 18. Mai 2020       |
| Finanzen                                                 | Jerulan Schamaubajew    | 18. Mai 2020       | 15. Januar 2021    |
| Gesundheit                                               | Jelschan Birtanow       | 25. Februar 2019   | 25. Juni 2020      |
| Gesundheit                                               | Alexei Zoi              | 25. Juni 2020      | 15. Januar 2021    |
| Handel und Integration                                   | Baqyt Sultanow          | 17. Juni 2019      | 15. Januar 2021    |
| Industrie- und Infrastrukturentwicklung                  | Roman Skljar            | 25. Februar 2019   | 18. September 2019 |
| Industrie- und Infrastrukturentwicklung                  | Beibit Atamqulow        | 18. September 2019 | 15. Januar 2021    |
| Information und öffentliche Entwicklung                  | Däuren Abajew           | 25. Februar 2019   | 4. Mai 2020        |
| Information und öffentliche Entwicklung                  | Aida Balajewa           | 4. Mai 2020        | 15. Januar 2021    |
| Inneres                                                  | Jerlan Turghymbajew     | 25. Februar 2019   | 15. Januar 2021    |
| Justiz                                                   | Marat Beketajew         | 25. Februar 2019   | 15. Januar 2021    |
| Kultur und Sport                                         | Arystanbek Muchamediuly | 25. Februar 2019   | 17. Juni 2019      |
| Kultur und Sport                                         | Aqtoty Rajymqulowa      | 17. Juni 2019      | 15. Januar 2021    |
| Landwirtschaft                                           | Saparchan Omarow        | 25. Februar 2019   | 15. Januar 2021    |
| Notsituationen                                           | Juri Iljin              | 11. Dezember 2020  | 15. Januar 2021    |
| Ökologie, Geologie und natürliche Ressourcen             | Maghsum Myrsaghalijew   | 17. Juni 2019      | 15. Januar 2021    |
| Verteidigung                                             | Nurlan Jermekbajew      | 25. Februar 2019   | 15. Januar 2021    |
| Wirtschaft                                               | Ruslan Dälenow          | 25. Februar 2019   | 15. Januar 2021    |